# Charles Pierre Amelot
Pour les articles homonymes, voir Amelot.
Charles Pierre Amelot est un homme politique français né le 29 juin 1760 à Bost (Allier) et mort le 23 juillet 1816 à Cusset (Allier).

## Biographie
Médecin à Cusset, il est administrateur du district de Cusset au début de la Révolution. Il est révoqué par Fouché en l'an II. Il part comme médecin militaire en 1793, puis revient comme procureur de la commune de Cusset et membre du directoire du département. Il est élu député de l'Allier au Conseil des Cinq-Cents le 21 germinal an V. Il est nommé administrateur de la Loterie nationale et sous-préfet de Montluçon de 1800 à 1814 et de Gannat durant les Cent-jours. Révoqué par la seconde Restauration, il retourne à la Loterie nationale comme chef de division.